# Modisimus nicaraguensis
Modisimus nicaraguensis là một loài nhện trong họ Pholcidae. Loài này được phát hiện ở Nicaragua.